# لويز النمساوية
الأرشيدوقة لويز النمساوية (2 سبتمبر 1870 - 23 مارس 1947)؛ كانت ولية عهد ساكسونيا باعتبارها زوجة الملك المستقبلي فريدرش أوغست الثالث .
ولدت لويز في زالتسبورغ لدوق توسكانا الأكبر المنفي فرديناندو الرابع وزوجته الثانية أليس ونشأت في منزل غير رسمي نسبيًا، في سن السابعة عشرة بدأت في جذب الخاطبين، لكن انتهى بها الأمر باختيار ولي عهد ساكسونيا فريدرش أوغست وتزوجا في عام 1891.
عند وصولها إلى دريسدن ، سرعان ما وجدت نفسها ممقوتة باتباع القواعد الصارمة لحياة البلاط الساكسوني، مما جعلها في صراعات مع أهل زوجها، ولكن لويز لم تكن عقيمة وأنجبت ستة أطفال في أحد عشر عامًا مما زاد من شعبيتها بين الساكسونيين، تسبب تعاستها في إقامة علاقات غرامية ومما أدى والد زوجها إلى تهديد وحبسها في مصحة عقلية، وأثناء حملها بطفلها السادس هربت من درسدن حيث ذهبت إلى بحيرة جنيف، حيث كان شقيقها يقابلها، كانت هذه الفضيحة ضارة للغاية بالعائلة المالكة الساكسونية، حيث كانوا كاثوليكيين متدينين للغاية.
قام الملك الساكسوني بفسخ الزواج في عام 1903 وبعد عام مُنعت من العودة إلى درسدن، عاشت لأول مرة مع عشيقها حتى أواخر عام 1903 وبعدها انفصلا، وفي عام 1907 تزوجت لويز مرة أخرى من الموسيقار الإيطالي إنريكو توسيلي ولكن هذا الزواج لم ينتج عنه سوى طفل واحد وتم الطلاق في عام 1912. بعد ذلك، اعتمدت على صدقة الأسرة ولكن عندما انهارت النمسا-المجر في عام 1918، فقدت لويز هذا الدخل وسقطت إلى حد كبير في الفقر وتوفيت كبائعة زهور بعام 1947 في بروكسل.